# Hay un extraño esperando en la puerta
Hay un extraño esperando en la puerta Pista número 3 del álbum En el maravilloso mundo de Ingesón, último LP perteneciente a la banda Bogotána The Speakers. Es una canción compuesta por el bajista Humberto Monroy y grabada en los «Estudios Ingeson» de Manuel Drezner en 1968.